# Derbi arlequinat
El Derbi arlequinat (en aragonès derbi arlequinau, i castellà derbi arlequinado) és el partit de futbol entre el club aragonès Club Deportivo Ebro i el català Centre d'Esports Sabadell Futbol Club.

## Partits oficials
Fins a l'actualitat tots els partits oficials entre els dos equips s'han jugat al Grup III de la Segona divisió B espanyola.
| Local       | Visitant    | Resultat | Lloc           | Data                   | Competició   |
| CE Sabadell | CD Ebro     | 0 - 1    | Nova Creu Alta | 21 d'agost de 2016     | 2a B 2016/17 |
| CD Ebro     | CE Sabadell | 0 - 0    | El Carmen      | 8 de gener de 2018     | 2a B 2016/17 |
| CE Sabadell | CD Ebro     | 0 - 0    | Nova Creu Alta | 12 de novembre de 2017 | 2a B 2017/18 |
| CD Ebro     | CE Sabadell | 1 - 0    | El Carmen      | 8 d'abril de 2018      | 2a B 2017/18 |
| CD Ebro     | CE Sabadell | 1 - 3    | El Carmen      | 14 d'octubre de 2018   | 2a B 2018/19 |
| CE Sabadell | CD Ebro     | 0 - 0    | Nova Creu Alta | 3 de març de 2019      | 2a B 2018/19 |

## Estadístiques
Les estadístiques dels partits oficials jugats fins a l'actualidat són les següents:
| Equip       | Jugats | 1a | 2a | 2aB | Copa | Guanyats | Empats | Perduts | Gols a favor | Lliga | Copa | Gols en contra |
| CD Ebro     | 4      | 0  | 0  | 4   | 0    | 2        | 3      | 1       | 3            | 3     | 0    | 3              |
| CE Sabadell | 4      | 0  | 0  | 4   | 0    | 1        | 3      | 2       | 3            | 3     | 0    | 3              |

### Estadi
El derbi arlequinat s'ha jugat en partit oficial en 2 escenaris diferents.
| Estadi                              | Localitat | Foto      | Partits jugats | Primer partit      | Darrer partit        |
| Camp Municipal L'Almozara-El Carmen |           | Saragossa | 3              | 8 de gener de 2017 | 14 d'octubre de 2018 |
| Nova Creu Alta                      |           | Sabadell  | 3              | 21 d'agost de 2016 | 3 de març de 2019    |